# Мортки
Мортки — село в Пучежском районе Ивановской области, административный центр Мортковского сельского поселения.
Расстояние до районного центра (город Пучеж) — 20 км.
Предположительно название Мортки произошло от слова «мортка» — так называли в XVI веке единицу измерения шкурок зверей.

## История
Каменная Покровская церковь была построена на средства прихожан в 1832 году, в середине XIX века пристроена трапезная, расширенная вскоре крупным приделом у ее северного фасада и двумя палатками по сторонам колокольни, в церкви было 3 престола.
В XIX — первой четверти XX века село входило в состав Кандауровской волости Юрьевецкого уезда Костромской губернии, с 1918 года — Иваново-Вознесенской губернии.
Мортковская земская школа основана в 1911 г.
С 1929 года село являлось центром Мортковского сельсовета Пучежского района Ивановской области, с 2005 года — центр Мортковского сельского поселения.
До 2013 г. в селе действовала школа.

## Население
| 1872 | 1897 | 1907 | 2002 | 2010 |
| ---- | ---- | ---- | ---- | ---- |
| 17   | ↘10  | ↘8   | ↗141 | ↘103 |

## Инфраструктура
В селе имеются ФАП, сельский клуб, библиотека, отделение почтовой связи, храм и магазин.
В селе с 1978 г. имеется централизованное водоснабжение от артезианской скважины и водонапорной башни Рожновского (протяженность водопроводных сетей - 6,17 км).
Улицы: Заречная, Лесная, Мира, Молодежная, Школьная.

## Достопримечательности
- Храм Покрова Пресвятой Богородицы (1832)[9][10].
- Мемориал воинам, погибшим в Великой Отечественной войне 1941—1945 г.

## Экономика
Сельскохозяйственный производственный кооператив (СПК) «Верный путь».

## Транспорт
До начала 2010-х гг.[уточнить] существовал автобус Пучеж - Мортки. В настоящее время можно воспользоваться проходящими рядом с селом автобусами (рядом с селом проходит автодорога Пучеж — Нижний Новгород). От ост. Поползуха можно доехать до г. Иваново. C автостанции г. Пучеж можно доехать до других населенных пунктов пригородного или междугороднего сообщения (Кинешма, Юрьевец).